# René Bernardini
René Bernardini, né le 24 juin 1902 à Nice (Alpes-Maritimes) et mort le 24 janvier 1932 à Toulouse (Haute-Garonne), est un joueur français de rugby à XV, ayant notamment évolué avec la Section paloise.
René Bernardini est champion de France avec la Section en 1928,. Bernardini a également évolué au FC Grenoble et au Lyon OU. Il trouve la mort lors d'un accident de voiture, où il voyageait en compagnie du président de la Section paloise Charles Lagarde, qui s'en sort indemne, afin d'assister au stade des Ponts-Jumeaux à la rencontre entre la Section et le Stade toulousain.

## Biographie
Berandini se fait remarquer dans sa ville natale de Nice par des qualités athlétiques exceptionnelles, en remportant le titre de champion du corps d’armée.
Etudiant à Grenoble, il débuta le rugby au FC Grenoble. Il rejoint ensuite le Lyon OU.
Ses débuts à Pau, en équipe réserve, furent brillants et remarqués et la maladie du titaulaire au poste de trois-quart aile Edouard Réchède lui permit d'intégrer l'équipe lors de l'année du titre.
Dans cette saison 1928 où la Section paloise devint championne de France, l'ardeur et l'intelligence de jeu de Bernardini firent souvent basculer les matchs en faveur des Béarnais. Il est l'auteur d'un drop magnifique, botté d’un coin du terrain, dans le match contre l’AS Montferrand qui donna la victoire à la Section par 10 points à 8. 
Coup de pied providentiel qui permit aux maillots blancs de continuer leur route vers la conquête du bouclier, alors que leurs espoirs s’envolaient déjà. 
Après sa carrière de joueur, il devient dirigeant de la Section paloise et pigiste au journal L'Indépendant des Basses-Pyrénées.